# Robert Mitchum
Robert Charles Durman Mitchum (Bridgeport, 6 augustus 1917 – Santa Barbara, 1 juli 1997) was een Amerikaans acteur die bij het grote publiek vooral bekend werd door zijn rollen in verschillende klassieke films noirs. Met zijn nadrukkelijk nonchalante, minimalistisch-laconieke acteerstijl werd hij een van de beroemdste Hollywoodacteurs van zijn tijd. Mitchum speelde geen typische Hollywoodrollen van mannelijke sterren uit die tijd. Zijn cynische, ruwe imago werd opgebouwd rond een reeks rollen in low-budget misdaaddrama's. Mitchum speelde in de loop van zijn carrière mee in meer dan 110 films en televisieseries.

## Jonge jaren
Robert Mitchum werd in 1917 geboren in Bridgeport, Connecticut. Zijn moeder, Ann Harriet Gunderson, was een Noorse immigrante en de dochter van een zeekapitein. Zijn vader, James Thomas Mitchum, was van Ierse afkomst. Hij werkte op de scheepswerven en bij de spoorwegen en verongelukte in 1919 op gruwelijke wijze bij een spoorwegongeluk in Charleston (South Carolina). Zijn moeder hertrouwde met Hugh Cunningham Morris, een voormalig reserveofficier. Mitchum was als kind vaak het middelpunt van vechtpartijtjes en kattenkwaad. Zijn moeder, die voor vier kinderen zorgde, vertrouwde de opvoeding van Mitchum op den duur toe aan haar ouders in Felton (Delaware), waar hij al snel van school werd gestuurd. In 1930 verhuisde hij samen met zijn zus Annette naar New York, waar ze in Hell's Kitchen een klein appartement huurden. Nadat hij opnieuw van school werd gestuurd, verliet hij New York. Hij reisde liftend op goederenwagons door het land en voorzag in zijn onderhoud door klusjes te doen. Op veertienjarige leeftijd werd hij in Savannah (Georgia) gearresteerd voor landloperij en moest strafarbeid verrichten in een zogenoemde "chain gang". Niet lang daarna ontmoette hij zijn toekomstige echtgenote Dorothy Spence.

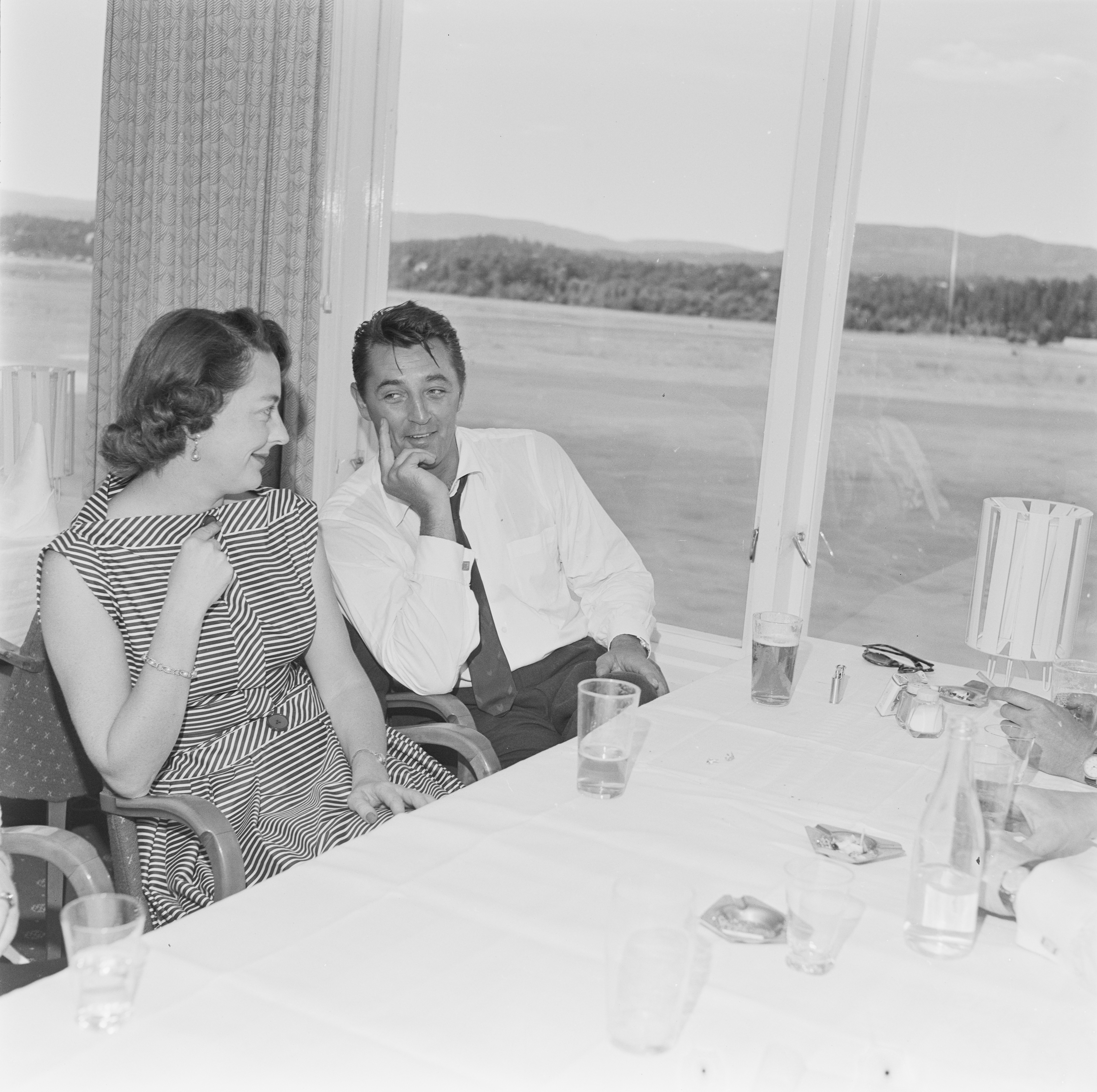
Robert Mitchum en Dorothy Spence, 1955.

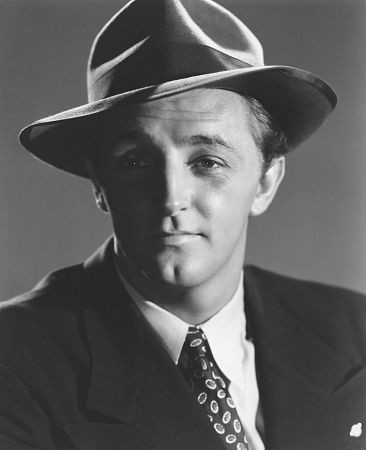
Robert Mitchum

## Filmcarrière
Zijn zus Annette, die actrice wilde worden, was inmiddels verhuisd naar Long Beach (Californië) en in 1936 trok Mitchum bij haar in. Hij sloot zich aan bij The Players Guild of Long Beach en voorzag in zijn levensonderhoud als toneelknecht, figurant en schrijver van toneelteksten. In 1940 trouwde hij met Dorothy Spence, die nog in Delaware woonde, en verhuisde met haar naar Californië. Hij vond fabriekswerk bij de Lockheed Aircraft Corporation en kreeg met Dorothy twee zonen en een dochter: James, Chris en Petrine. Omdat het werk in de fabriek ten koste bleek te gaan van zijn gezondheid, ging hij met de hulp van een impresario op zoek naar acteerwerk. Zo kwam hij in contact met Harry Sherman, producent bij Paramount en bekend van de westernserie Hopalong Cassidy. Hij huurde Mitchum in 1942 en 1943 in om in de serie diverse schurkenrollen te spelen. Ook speelde Mitchum een kleine rol in de oorlogsfilm Gung Ho! (1943) naast Randolph Scott. In de periode daarna verzorgde Mitchum kleine acteerklussen voor uiteenlopende filmstudio’s. Na een rol in de film Thirty Seconds Over Tokyo (1944) ontving hij op voordracht van regisseur Mervyn LeRoy een zevenjarig contract bij RKO Radio Pictures om in B-westerns te spelen. Na het vertolken van een rol in de film Nevada (1944), werd Mitchum door RKO uitgeleend aan United Artists voor de film The Story of G.I. Joe (1945). Deze film werd door critici geprezen en was ook een commercieel succes. Bij de Academy Awards van 1946 werd hij genomineerd voor vier Oscars, waaronder die van beste mannelijke bijrol voor Robert Mitchum.
In 1948 werd Mitchum gearresteerd voor het bezit van marihuana tijdens een politie-inval op een Hollywoodfeest. Hij werd veroordeeld tot een week in de countygevangenis met daarop aansluitend 43 dagen op een gevangenisboerderij. Voor de meeste acteurs zou dit een ramp zijn geweest, maar Mitchum kwam ongeschonden uit deze episode. Dat hij nog even populair was, bleek uit het succes van de western Rachel and the Stranger en de verfilming van John Steinbecks familiedrama The Red Pony (1948), die allebei uitkwamen nadat hij zijn straf had uitgezeten. Blijkbaar stoorde het de bioscoopgangers niet dat Mitchum zijn bad boy-imago ook in het echte leven waarmaakte.

## Film noir

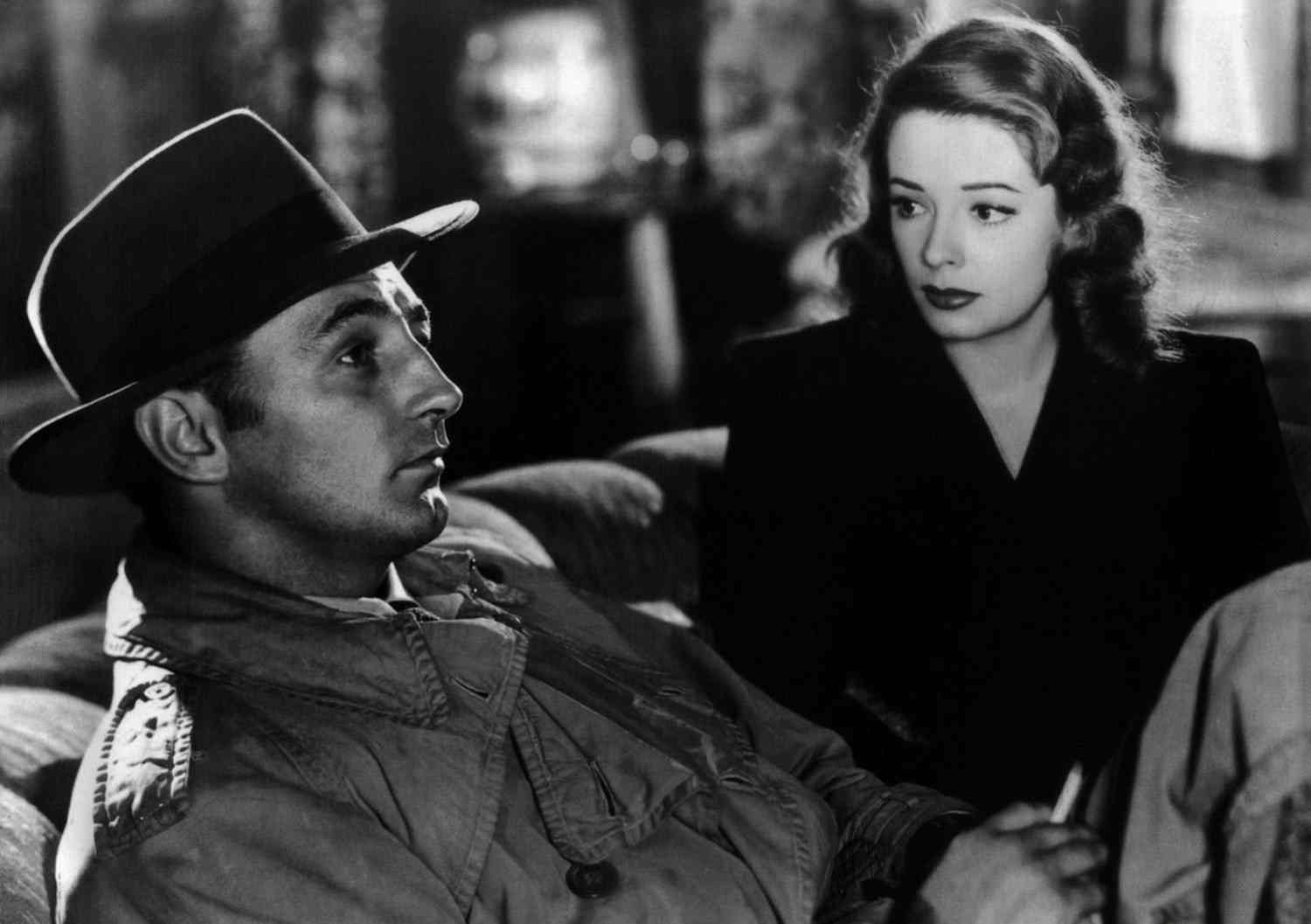
Mitchum en Greer in Out of the Past

Mitchum werd bij het grote publiek vooral bekend door zijn acteerwerk in films noirs. Zijn eerste bijdragen aan dit genre waren rollen in When Strangers Marry (1944), Undercurrent (1946) (met Robert Taylor en Katharine Hepburn) en The Locket (1946). Daarna volgden hoofdrollen in Pursued (1947) van Raoul Walsh, het voor meerdere Academy Awards genomineerde Crossfire (1947) van Edward Dmytryk, Out of the Past (1947) van Jacques Tourneur (met Kirk Douglas en Jane Greer), The Big Steal (1949) (opnieuw met Jane Greer), Where Danger Lives (1950), Macao (1952) van Josef von Sternberg (met Jane Russell en schoonzus Gloria Grahame) en Angel Face (1952) van Otto Preminger (met Jean Simmons). Veel recensenten beschouwen zijn rol in The Night of the Hunter (1955) van Charles Laughton als zijn beste acteerprestatie. In deze film kruipt Mitchum in de huid van Harry Powell, een crimineel die zich uitgeeft als predikant. In de neo-noir Cape Fear (1962) speelt hij een wraakzuchtige ex-gevangene die advocaat Gregory Peck en diens gezin stalkt. In de gelijknamige remake uit 1991 van Martin Scorsese spelen zowel Mitchum als Peck een kleine bijrol. Als hommage aan zijn film noir-oeuvre vertolkte Mitchum in 1975 de rol van detective Philip Marlowe in Farewell, My Lovely van Dick Richards, een remake van Murder, My Sweet (1945) van Edward Dmytryk.

## Muzikaal talent
Naast een uitstekend acteur was Robert Mitchum ook een goede zanger en songwriter die vaak zelf in zijn films zong. Hij had zelfs een top 10 country-hit, Ballad of Thunder Road, die hij in samenwerking schreef voor de titelmuziek van de film Thunder Road.

### Albums
| Jaar | Album                             | U.S. Country | Label    |
| ---- | --------------------------------- | ------------ | -------- |
| 1957 | Calypso — Is Like So ...          | —            | Capitol  |
| 1967 | That Man Robert Mitchum ... Sings | 35           | Monument |

### Singles
| Jaar | Single                                  | Hoogste positie | Hoogste positie   | Album                             |
| Jaar | Single                                  | U.S. Country    | Billboard Hot 100 | Album                             |
| ---- | --------------------------------------- | --------------- | ----------------- | --------------------------------- |
| 1958 | The Ballad of Thunder Road              | —               | 62                | That Man Robert Mitchum ... Sings |
| 1962 | The Ballad of Thunder Road (re-release) | —               | 65                | That Man Robert Mitchum ... Sings |
| 1967 | Little Old Wine Drinker Me              | 9               | 96                | That Man Robert Mitchum ... Sings |
| 1967 | You Deserve Each Other                  | 55              | —                 | That Man Robert Mitchum ... Sings |

## Latere jaren en overlijden
Zijn werk voor televisie omvatte het spelen van Capt. Victor "Pug" Henry in de miniserie The Winds of War (1983) en opnieuw in War and Remembrance (1988). Hij trad ook op in 1985 in de miniserie North and South (met Patrick Swayze) en in de miniserie Brotherhood of the Rose uit 1989 (met Connie Sellecca). Hij was ook meermaals te zien in de televisieseries A Family for Joe (1990) en African Skies (1992).
Zijn zonen James Mitchum en Christopher Mitchum zijn acteurs, net als zijn kleinzoon Bentley Mitchum. Zijn laatste film was James Dean: Live Fast, Die Young (1997) (met Casper Van Dien) als James Dean. Mitchum overleed in 1997 op 79-jarige leeftijd in zijn huis in Santa Barbara, na een langdurige chronische aandoening van de longen.

## Nalatenschap en erkenning

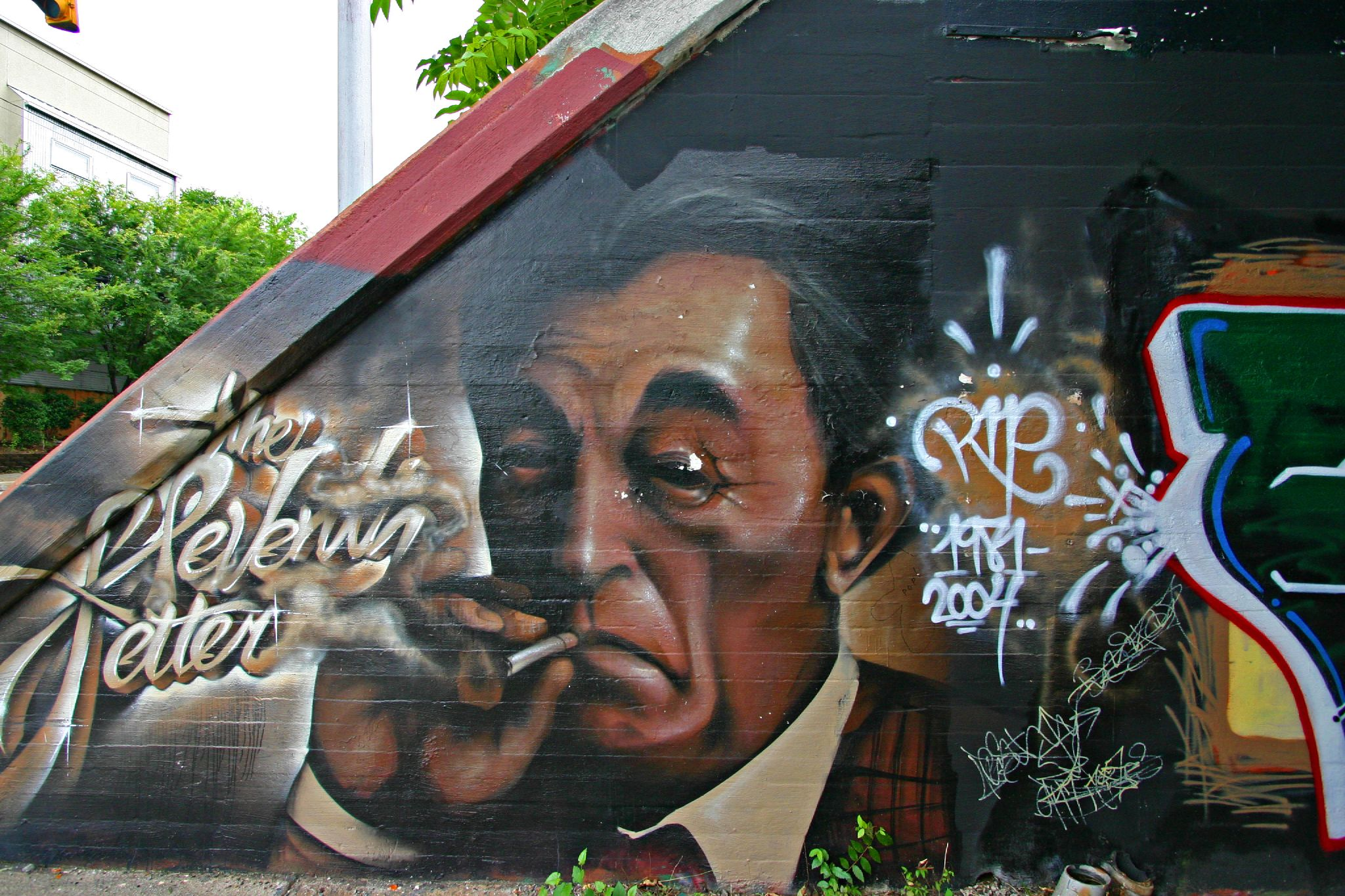
Graffiti op een muur in de Estoria Street Tunnel in Atlanta, Georgia

Mitchum wordt door sommige critici beschouwd als een van de beste acteurs van de gouden jaren van Hollywood. Roger Ebert noemde hem 'de ziel van film noir'. Mitchum zelf minimaliseerde zijn eigen bijdrage aan de film.  In een interview met Barry Norman voor de BBC zei hij hierover in zijn typische nonchalante stijl: "Kijk, ik heb twee manieren van acteren: één op een paard en één zonder paard. Dat is het." Hij irriteerde zijn medespelers soms door verbaasd te reageren wanneer ze hun beroep als uitdagend en hard werk voorstelden. In een interview met Barry Norman zei hij dat acteren eigenlijk heel eenvoudig was en dat het zijn taak was om "op tijd op te dagen, zijn tekst te kennen, op de juiste plaats te staan en naar huis te gaan". Mitchum had de gewoonte om de meeste van zijn optredens in het script te markeren met "n.a.r.", "no action required". De criticus Dirk Baecker heeft dit opgevat als Mitchums manier om zichzelf eraan te herinneren de wereld van het verhaal vooral te ervaren zonder er noodzakelijk op te moeten reageren.
AFI's 100 Years...100 Stars plaatste Mitchum op de 23e plaats in hun lijst van de grootste mannelijke sterren van de klassieke Hollywoodcinema. AFI erkende ook zijn vertolkingen als de verkrachter Max Cady (Cape Fear) en Reverend Harry Powell (The Night of the Hunter) als respectievelijk de 28e en 29e grootste schurken van het scherm in hun lijst AFI's 100 Years...100 Heroes and Villains.
In 1960 won Mitchum de National Board of Review Award for Best Actor voor twee van zijn vertolkingen: Home from the Hill en The Sundowners. In 1992 werd zijn acteerwerk bekroond met de Cecil B. DeMille Award. In 1984 kreeg hij ook zijn eigen ster op de Hollywood Walk of Fame: locatie 6240 Hollywood Blvd.

## Filmografie

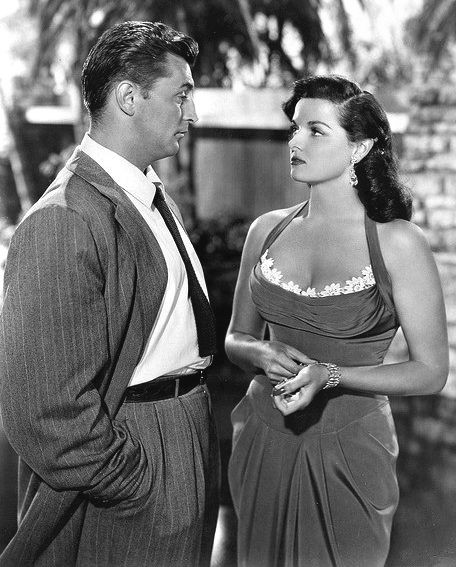
Mitchum en Jane Russell in His Kind of Woman

- Bibsys: 90854745
- Biblioteca Nacional de España: XX1065851
- Bibliothèque nationale de France: cb12376448z (data)
- Catàleg d'autoritats de noms i títols de Catalunya: 981058526309106706
- CiNii: DA13149743
- Gemeinsame Normdatei: 118819445
- International Standard Name Identifier: 0000 0001 0783 2836
- Library of Congress Control Number: n82236278
- MusicBrainz: e3b7d704-8eff-4498-9e97-964cc3611424
- National Archives and Records Administration: 10569477
- Nationale Bibliotheek van Tsjechië: xx0050268
- Nationale bibliotheek van Australië: 35229938
- Nationale Bibliotheek van Israël: 987007346867805171
- Nationale Bibliotheek van Polen: a0000001686027
- Nederlandse Thesaurus van Auteursnamen: 073469173
- Réseau des bibliothèques de Suisse occidentale: 02-A005861126
- LIBRIS: 170800
- SNAC: w6797v8p
- Système universitaire de documentation: 032806396
- Trove: 874045
- Virtual International Authority File: 69009464
- WorldCat: E39PBJpJ8XHmWYF7yW44mxPbBP